# Belalabad
Belalabad ( en persa: بلال اباد‎    , también romanizado como Belālābād ) es una aldea en el distrito rural de Hajjilar-e Jonubi, distrito de Hajjilar, condado de Chaypareh, provincia de Azerbaiyán Occidental, Irán . En el censo de 2006, se observó su existencia, pero no se reportó sobre su población.